# Shintarō Shimizu
Shintarō Shimizu (jap. 清水 慎太郎, Shimizu Shintarō; * 23. August 1992 in der Präfektur Saitama) ist ein japanischer Fußballspieler.

## Karriere
Shintarō Shimizu erlernte das Fußballspielen in den Jugendmannschaften von Niizaka Tayama FC Shonendan und den Urawa Red Diamonds sowie in der Schulmannschaft der Seibudai Niza Jr. High School. Seinen ersten Profivertrag unterschrieb er 2011 bei Ōmiya Ardija. Der Verein aus Saitama, einer Stadt die im Süden der gleichnamigen Präfektur Saitama liegt, spielte in der höchsten Liga des Landes, der J1 League. Bei dem Verein stand er bis 2019 unter Vertrag. Von August 2013 bis Januar 2015 wurde er an den Zweitligisten Fagiano Okayama ausgeliehen. Mit dem Verein aus Okayama spielte er 42-mal in der zweiten Liga. 2015 kehrte er nach der Ausleihe zu Ōmiya Ardija zurück. Mittlerweile war der Klub Ende 2014 in die zweite Liga abgestiegen. Ende 2015 wurde er mit dem Klub Meister der zweiten Liga und stieg direkt wieder in die erste Liga auf. Nach zwei Jahren in der ersten Liga stieg der Klub Ende 2017 wieder in die zweite Liga ab. Die Saison 2019 wurde er an den ebenfalls in der zweiten Liga spielenden Mito Hollyhock nach Mito ausgeliehen. Für Mito absolvierte er 37 Zweitligaspiele. Nach Vertragsende bei Ōmiya Ardija unterschrieb er Anfang 2020 einen Vertrag beim Ligakonkurrenten Fagiano Okayama. Nach einer Saison wechselte er im Januar 2021 zum Zweitligisten FC Ryūkyū. Für den Verein aus der Präfektur Okinawa absolvierte er 32 Zweitligaspiele und schoss dabei sechs Treffer. Von Ende Oktober 2021 bis Dezember 2021 war er vertrags- und vereinslos. Anfang Januar 2022 zog es ihn nach Thailand. Hier unterschrieb er einen Vertrag beim Erstligisten Nakhon Ratchasima FC. Mit dem Verein aus Nakhon Ratchasima spielte er 14-mal in der ersten Liga. Nach der Saison 2021/22 wurde sein Vertrag nicht verlängert. Von Juli 2022 bis Januar 2023 war er vertrags- und vereinslos. Phnom Penh Crown, ein Erstligist aus Kambodscha, nahm ihn im Februar 2023 unter Vertrag.

## Erfolge
Ōmiya Ardija
- Japanischer Zweitligameister: 2015  ▲